# 팔래오하테리아

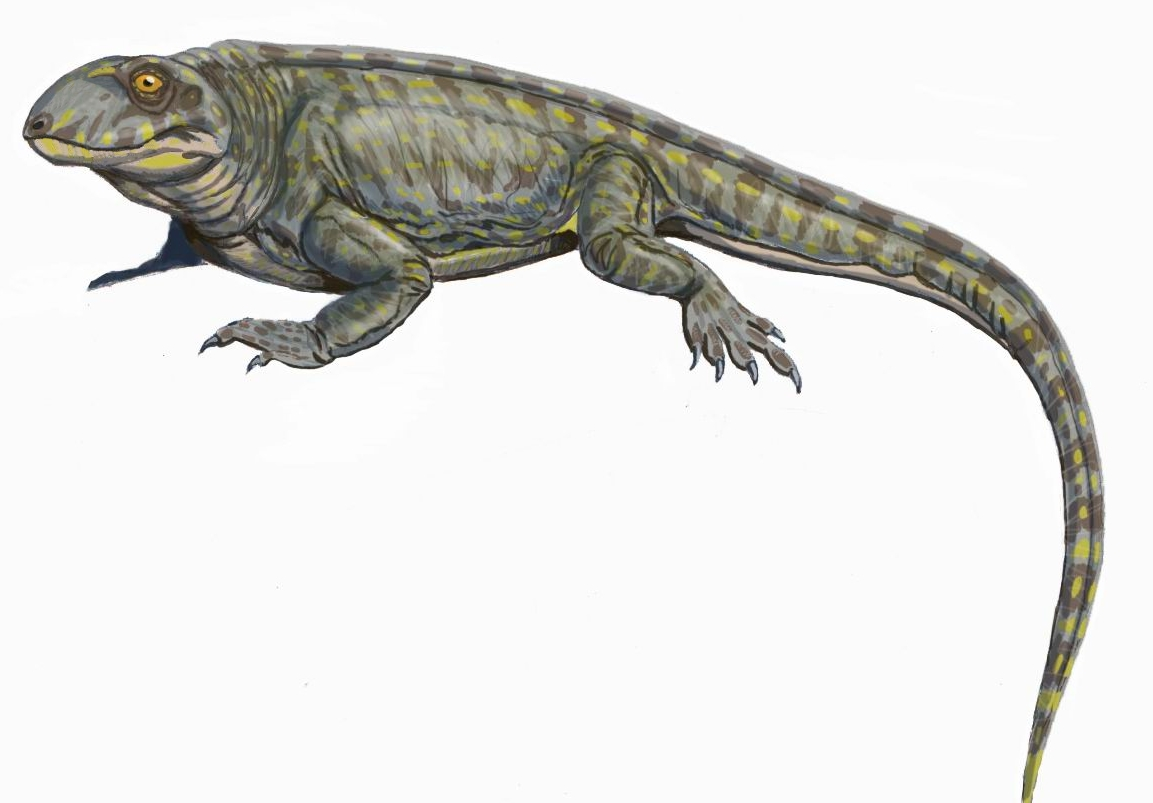

팔래오하테리아(학명:Palaeohatteria longicaudata)는 반룡목 스페나코돈과에 속하는 도마뱀이다. 지금은 멸종된 종으로서 전체적인 몸길이가 60m인 소형의 도마뱀에 속한다.

## 특징
팔레오하테리아는 독일 작센의 초기 페름기(사크마리아기)에서 알려진 멸종된 기저 스페나코돈트속이다. 그것은 팔레오하테리아 롱티카우다타라는 단일 종을 포함하고 있다. 고엽은 두개골과 두개골의 일부를 포함하여 매우 어린 개체들에 기초하고 있다. 모든 표본은 드레스덴의 니더헤슬리히 지역에서 로틀리겐드 그룹(Döhlen Basin)의 니더헤슬리히 석회암 구성원에서 수집되었으며 시수랄 시리즈의 사크마리아 단계(약 295.0-2901만년)로 거슬러 올라간다. 팔래오하테리아는 전체적인 몸길이가 최대 60cm이고 질량이 약 3kg인 상당히 작은 시냅스과 동물이었다. 펠리코사우루스에 대한 팔레오하테리아의 친화력은 알프레드 셔우드 로머 & 르웰린 프라이스(1940)에 의해서 처음으로 자세히 기술되었다. 그들은 펠리코사우루스의 분류법을 수정하고 판텔로사우루스와 함께 팔레오하테리아를 합토두스와 동의어로 하여 새로운 합토두스 롱티카우다타를 만들었다. 1977년에 합토두스의 새로운 종둘을 기술한 후에 커리(1979)는 쿠틀레리아 윌마티뿐만 아니라 유럽의 모든 햅토돈과 바이예의 종류를 동의어로 삼았다. 이후 로린(1993년과 1994년)은 합토돈아과가 기저 스피나코돈트의 다계급을 나타내는 것으로 간주하고 다른 속과 종들 사이에서 팔레오하테리아를 재검증했다. 그의 수정은 그 이후로 받아들여졌다.유골의 초기 존재학적 상태 때문에 계통발생학적 분석에 거의 포함되지 않는다. 그러나 팔레오하테리아는 판텔로사우루스와 같은 합토돈테스(=스페나코돈테스)와 밀접한 관련이 있다는 것이 잘 입증되었다. 그래서 현재의 생물 분해도에는 프로비스츠 이트 알이가 연구한 것외 다른 팔레오하테리아의 계통(2011)에 이은 다른 스피나코돈트 중에서 팔레오하테리아와 가까운 친척인 종들에 대한 계통발생학적 위치가 연구되었다.  종명은 완모형을 발견한 윌마스를 기리는 것이다. 팔레오하테리아는 1888년에 칼 프리드리히 하인리히 크레드너에 의해서 처음 기술되고 명명되었으며 모식종은 팔레오하테리아 롱티카우다타이다. 크레드너는 그것이 "해터리아"의 고대 친척이라고 생각했다. 슈페노돈이라는 이름이 투아타라에게 유효하다고 생각한 바우르(1889)는 팔레오하테리아라는 이름도 무효라고 주장했다. 그는 이것을 대체하기 위해 팔래오스페노돈(고대 슈페노돈이라는 뜻이다.)이라는 이름을 제안했지만 그의 제안은 거절당했다. 그러므로 팔라이노스페노돈은 팔래오하테리아의 하위 동의어이다. 종명은 그리스어로 "긴 꼬리"를 의미하며 비교적 긴 꼬리를 가리키는 데서 유래했다. 또한 팔레오하테리아는 스페나코돈과에 속하는 도마뱀이지만 등에는 스페나코돈과의 반룡류와 단궁류의 파충류들이 가지는 특징인 체온을 조절하는 돛이 없다. 작은 몸집에 비해서 앞다리와 뒷다리는 매우 크게 발달되어 있으며 이는 먹이를 사냥하거나 천적을 따돌릴 때에 유용하게 사용되는 지상에서 매우 빠른 달리기를 가능하게 하였다. 양턱에는 총 10~15개의 톱니 모양을 가진 이빨들이 나 있다. 먹이로는 당대에 서식했었던 곤충, 절지동물, 무척추동물들을 주로 잡아먹고 살았을 육식성의 도마뱀으로 추정되는 종이다.

## 생존시기와 서식지와 화석의 발견
팔레오하테리아가 생존했었던 시기는 고생대의 페름기로서 지금으로부터 2억 9000만년전~2억 4500만년전에 생존했었던 종이다. 생존했었던 시기에는 유럽을 중심으로 하여 당시에 존재했었던 초원, 산림에서 주로 서식했었던 도마뱀이다. 화석의 발견은 1888년에 독일 작센 지방의 페름기에 형성된 지층에서 유럽의 고생물학자인 칼 프리드리히 하인리히 크레드너 의하여 처음으로 화석이 발견되어 새롭게 명명된 종이다.

## 같이 보기
- 파충류
- 고생대
- 페름기
- 반룡류
- 단궁류
- 도마뱀
- 화석